# Inkpot Award
O Inkpot Award (em português: Prêmio Inkpot ou Prémio Inkpot) é um prêmio dos EUA concedido anualmente desde 1974 pela Comic-Con International. É atribuído a profissionais no campo dos quadrinhos, animação, ficção científica e áreas relacionadas à cultura pop, na convenção anual da CCI, popularmente conhecida como "San Diego Comic-Con".
Os laureados, listados abaixo, são na sua maioria criadores de quadrinhos (como roteiristas; artistas (desenhistas/arte-finalistas); letristas; coloristas; editores); salvo indicação em contrário (mostrada entre parênteses).

## Prêmios por ano
Fonte: 1974–2007, 1974–2011, 1974–2013

### 1974
- Forrest J. Ackerman (editor de revista)
- Ray Bradbury (escritor de prosa)
- Kirk Alyn (ator)
- Milton Caniff
- Frank Capra (cineasta/produtor de filmes)
- Bob Clampett (animador)
- June Foray (dubladora)
- Eric Hoffman (historiador de filme)
- Chuck Jones (animação)
- Jack Kirby
- Stan Lee
- Bill Lund / William R. Lund (ator/escritor/membro-fundador da San Diego Comic-Con)
- Russ Manning
- Russell Myers (criador da tirinha 'Broom Hilda')
- Charles Schulz
- Phil Seuling (fundador da Comic Art Convention)
- Roy Thomas
- Bjo Trimble (autora fandom de ficção científica)

### 1975
- Barry Alfonso (escritor/membro-fundador da San Diego Comic-Con)
- Brad Anderson
- Robert Bloch (escritor)
- Vaughn Bodé
- Edgar Rice Burroughs (escritor)
- Daws Butler (dublador)
- Richard Butner (membro da Comic-Con de 1975 a 1982)
- Shel Dorf ('Mentor-Fundador' da San Diego Comic-Con)
- Will Eisner
- Mark Evanier
- Gil Kane
- Alan Light
- Dick Moores
- George Pal (cineasta)
- Rod Serling (argumentista)
- Joe Shuster
- Jerry Siegel
- Barry Windsor-Smith
- Jim Starlin
- Jim Steranko
- Ted Sturgeon (escritor)
- Larry ("Seymour") Vincent (apresentador de filmes de terror na TV)

### 1976
- Neal Adams
- Sergio Aragonés
- Mel Blanc (dublador)
- Frank Brunner
- Rick Griffin
- Johnny Hart
- George Clayton Johnson (argumentista)
- Vicky Kelso (Secretária de longa data da San Diego Comic-Con)
- Mel Lazarus
- Sheldon Mayer
- Dale Messick
- Alex Niño
- Don Rico
- Don Thompson
- Maggie Thompson

### 1977
- Alfredo Alcala
- Carl Barks
- C. C. Beck
- Howard Chaykin
- Lester Dent (escritor)
- Jackie Estrada
- Hal Foster
- Walter Gibson (escritor)
- Jim Harmon (escritor/antigo historiador de rádio e cinema)
- Robert A. Heinlein (escritor)
- Gene Henderson (historiador, membro da Comic-Con)
- Michael Kaluta
- Joe Kubert
- Harvey Kurtzman
- George Lucas (cineasta/diretor)
- Stan Lynde
- Byron Preiss
- Trina Robbins
- Stanley Ralph Ross
- Bill Scott
- David Scroggy
- Jay Ward (produtor de TV)
- Len Wein

### 1978
- John Buscema
- Al Capp
- Gene Colan
- Gill Fox
- Tom French
- Steve Gerber
- Chester Gould
- Burne Hogarth
- Bob Kane
- Ken Krueger (membro-fundador da San Diego Comic-Con)
- Bernie Lansky
- Gray Morrow
- Clarence Nash
- Grim Natwick
- Bill Rotsler
- Mike Royer
- Gilbert Shelton
- Dave Sheridan
- Bill Stout
- Frank Thorne
- Boris Vallejo
- Mort Weisinger
- Elmer Woggon

### 1979
- Craig Anderson
- Steve Englehart
- Dale Enzenbacher
- Kelly Freas
- Virginia French
- H. R. Giger (pintor)
- Gene Hazelton
- Carl Macek
- Victor Moscoso
- Larry Niven (escritor)
- Dan O'Neill
- Virgil Partch
- Jerry Pournelle
- Nestor Redondo
- Marshall Rogers
- John Romita, Sr.
- Bill Spicer
- Mort Walker
- Marv Wolfman

### 1980
- Terry Austin
- Murray Bishoff
- Pat Boyette
- John Byrne
- Canadian Film Board
- Ernie Chan
- Chris Claremont
- Shary Flenniken
- Mike Friedrich
- Rick Geary
- Don Glut
- S. Gross
- Al Hartley
- B. Kliban
- Jerry Muller
- Joe Orlando
- Fred Patten
- Don Phelps
- Richard Pini
- Wendy Pini
- David Raskin
- Scott Shaw!
- Jim Shooter
- John Stanley
- B. K. Taylor
- Osamu Tezuka
- Adam West
- Wally Wood

### 1981
- Jerry Bails
- L. B. Cole
- Jim Fitzpatrick
- Dick Giordano
- Dave Graue
- Paul Gulacy
- Mary Henderson
- Karl Hubenthal
- Bil Keane
- Frank Miller
- Doug Moench
- Monkey Punch
- Dennis O'Neil
- Gary Owens
- Richard Rockwell
- Allen Saunders
- Julius Schwartz
- Mike Sekowsky
- Bill Sienkiewicz
- Dave Sim
- Alex Toth
- Morrie Turner
- Bill Woggon

### 1982
- Bob Bindig
- Brian Bolland
- Russ Cochran
- David Cockrum
- Max Allan Collins
- Chase Craig
- Archie Goodwin
- Mike Grell
- Bruce Hamilton
- Jack Katz
- Howard Kazanjian
- Hank Ketcham
- Walter Koenig (ator)
- Richard Kyle
- Lee Marrs
- Frank Marshall
- John Pound, artista/membro-fundador da San Diego Comic-Con
- Tony Raiola
- Steven Spielberg (cineasta/diretor)
- Leonard Starr
- Robert Williams

### 1983
- Douglas Adams (escritor)
- Maeheah Alzmann
- Jim Aparo
- Don Bluth
- Floyd Gottfredson
- Norman Maurer
- George Pérez
- Arn Saba
- Dan Spiegle
- Joe Staton
- James Van Hise
- Cat Yronwode

### 1984
- Murphy Anderson
- Román Arámbula
- Greg Bear (escritor/membro-fundador da San Diego Comic-Con)
- Fae (Gates) Desmond, Diretor Executivo da Comic-Con
- Stan Drake
- John Field
- Rick Hoberg
- Greg Jein
- Ollie Johnston
- Brant Parker
- Robert Shayne (ator)
- Curt Swan
- Frank Thomas
- Jim Valentino
- Al Williamson

### 1985
- Brent Anderson
- Ben Bova (editor de livro/revista)
- David Brin
- Jack Cummings
- Jack Davis
- Alan Moore
- Dan O'Bannon (cineasta/diretor)
- Tom Orzechowski
- John Rogers
- Alex Schomburg
- Walt Simonson

### 1986
- Poul Anderson (escritor)
- Marion Zimmer Bradley (escritor)
- Dave Gibbons
- Jean ("Moebius") Giraud
- Gilbert Hernandez
- Jaime Hernandez
- Denis Kitchen
- Steve Leialoha
- Marty Nodell
- Harvey Pekar
- Mark Stadler
- Dave Stevens

### 1987
- Steve Ditko[Note 1]
- Harlan Ellison (escritor)
- Larry Geeck
- Ward Kimball
- Deni Loubert
- Bill Messner-Loebs
- Mike Peters
- Bill Schanes
- Steve Schanes
- Robert Silverberg (escritor)
- Art Spiegelman
- Bernie Wrightson
- Ray Zone (historiador de 3-D)

### 1988
- Frank Alison, membro da organização da Comic-Con
- Robert Asprin (escritor)
- Mike Baron
- Lynda Barry
- John Bolton
- Jules Feiffer
- Raymond Feist (escritor)
- Matt Groening
- Gary Groth
- George R. R. Martin (escritor)
- Mike Pasqua
- Steve Rude
- Marie Severin
- Matt Wagner

### 1989
- Richard Alf (membro-fundador da San Diego Comic-Con)
- R. Crumb
- Howard Cruse
- Kevin Eastman
- Lee Falk
- Ron Goulart (escritor)
- Walt Kelly
- Peter Laird
- Syd Mead (design industrial)
- Andre Norton (escritor)
- Jerry Robinson
- Diana Schutz
- Janet Tait
- Ron Turner
- Gahan Wilson

### 1990
- Karen Berger
- Bob Burden
- Tom DeFalco
- William Gaines
- Jim Henson (manipulador de bonecos)
- Randy e Jean-Marc Lofficier
- Grant Morrison
- Bob Overstreet
- Mary Reynante
- Bob Schreck
- Ken Steacy
- Rick Sternbach (ilustrador de cinema/televisão)
- Charles Vess

### 1991
- Alicia Austin
- Clive Barker (escritor)
- Dan Barry
- Dan DeCarlo
- Creig Flessel
- Neil Gaiman
- Ted Geisel (Dr. Seuss)
- Keith Giffen
- George Gladir
- Joe Haldeman (novelista)
- Lynn Johnston
- Carol Kalish
- Don Maitz
- Sheldon Moldoff
- Steve Oliff
- Julie Roloff
- Stan Sakai

### 1992
- Carina Burns-Chenelle, tesoureira da Comic-Con
- Bob Chapman
- Francis Ford Coppola (cineasta/diretor)
- Robin Doig
- Alan Grant
- Bill Griffith
- Ray Harryhausen (cineasta/diretor)
- Marc Hempel
- Jim Lee
- Milo Manara
- Scott McCloud
- Todd McFarlane
- Rowena Morrill (ilustrador de livro/revista)
- Diane Noomin
- Louise Simonson
- Dick Sprang
- Vernor Vinge (escritor)
- Mark Wheatley

### 1993
- Jim Aparo
- Gary Carter (historiador de quadrinhos)
- Phil Foglio
- Robert Goodwin
- Ferd Johnson
- Don Martin
- Dave McKean
- Clydene Nee
- Paul Norris
- Paul Power
- P. Craig Russell
- Mark Schultz
- Vincent Sullivan
- Michael Whelan (artista)
- Roger Zelazny (escritor)

### 1994
- Mike Carlin
- Paul Chadwick
- Al Feldstein
- Stan Goldberg
- Roberta Gregory
- Chad Grothkopf
- Jerry Ordway
- Bud Plant
- Mike Richardson
- John Romita, Jr.
- Richard Rowell
- Lucius Shepard (escritor)
- Mickey Spillane (escritor)
- J. Michael Straczynski
- Rumiko Takahashi

### 1995
- Roger Corman (cineasta/diretor)
- Greg Hildbrandt
- Tim Hildebrant
- Ryoichi Ikegami
- Irv Novick
- Joe Sinnott

### 1996
- Donna Barr
- Mort Drucker
- Joe Giella
- Jim Mooney
- Kurt Schaffenberger
- François Schuiten
- David Siegel

### 1997
- Dick Ayers
- Steve Bissette
- Terry Brooks (escritor)
- Bob Haney
- Russ Heath
- Carol Lay
- Michael Moorcock (escritor)
- Janice Tobias
- George Tuska

### 1998
- John Broome
- Eddie Campbell
- Nick Cardy
- David Glanzer, Diretor de Marketing e Publicidade da Comic-Con
- Fred Guardineer
- Lorenzo Mattotti
- Paul S. Newman
- John Severin
- Joe Simon
- Naoko Takeuchi
- Mark Yturralde (cineasta/diretor)

### 1999
- Tom Batiuk
- Chuck Cuidera
- Samuel R. Delany (escritor)
- Arnold Drake
- Sam Glanzman
- Larry Gonick
- Irwin Hasen
- Sue Lord, membro da organização da Comic-Con

### 2000
- Will Elder
- Ric Estrada
- Phoebe Gloeckner
- Beth Holley, membro da organização da Comic-Con
- Carmine Infantino
- Jack Kamen
- Ben Katchor
- Harry Lampert
- Bryan Talbot
- Angelo Torres
- Lewis Trondheim

### 2001
- Henry Boltinoff
- Irwin Donenfeld
- Brian and Wendy Froud
- Martin Jaquish, Comic-Con Director-at-Large
- Joe R. Lansdale
- Spider and Jeanne Robinson (escritores)
- Alvin Schwartz
- Jeff Smith
- Kim Thompson

### 2002
- Eddie Ibrahim, membro da organização da Comic-Con
- Frank Jacobs
- Jason
- Paul Levitz
- Bob Lubbers
- Bob Oksner
- Lew Sayre Schwartz
- Hal Sherman
- Herb Trimpe
- William Woolfolk

### 2003
- Charles Berberian
- Frank Bolle
- Sal Buscema
- John Davenport, membro da organização da Comic-Con
- Philippe Dupuy
- Steve Jackson (fabricante de jogos)
- Sid Jacobson
- Larry Lieber
- Terry Moore
- Howard Post

### 2004
- Jack Adler
- Tom Gill
- Harry Harrison (escritor)
- Bruce Jones
- Batton Lash
- Mike Mignola
- Bill Plympton (animador)
- Frank Springer
- John Totleben

### 2005
- Lee Ames
- Sy Barry
- Taerie Bryant, membro da organização da Comic-Con
- Bob Bolling
- Bob Fujitani
- Dexter Taylor

### 2006
- Peter S. Beagle (escritor)
- Art Clokey (animador)
- Luis Dominguez
- Basil Gogos
- Everett Raymond Kinstler (ex-artista de quadrinhos; retratista de presidentes)
- Kazuo Koike
- Bill Pittman, membro da organização da Comic-Con
- Yoshihiro Tatsumi

### 2007
- Allen Bellman
- Renée French
- Gary Friedrich
- Adam Hughes
- Miriam Katin
- Mel Keefer
- Joseph Michael Linsner
- David Morrell (escritor)
- Lily Renée Phillips
- Mike Ploog
- Mary Sturhann, membro da organização da Comic-Con
- Dan Vado
- Mark Verheiden
- F. Paul Wilson (escritor)

### 2008
Lista oficial
- Kyle Baker
- Ralph Bakshi (animador)
- Mike W. Barr
- Ed Brubaker
- Kim Deitch
- Victor Gorelick
- Al Jaffee
- Todd Klein (letrista)
- Tite Kubo
- Noel Neill (atriz)
- Floyd Norman
- Al Plastino
- Jeff Watts
- Bill Willingham
- Connie Willis
- Jim Woodring

### 2009
Lista oficial
- Mike Allred
- LaFrance Bragg
- Nick Cuti
- Dwayne McDuffie
- Stan Freberg
- Terry Gilliam
- John Kricfalusi
- John Lasseter
- Dwayne McDuffie
- Hayao Miyazaki
- Patrick Oliphant
- Chris Oliveros
- Seth
- Barry Short
- Mike Towry
- Ramón Valdiosera
- Bob Wayne
- Phil Yeh

### 2010
- Peter Bagge
- Brian Michael Bendis
- Berkeley Breathed
- Kurt Busiek
- Dave Dorman
- Moto Hagio
- Charlaine Harris
- Stuart Immonen
- Phil Jimenez
- Jenette Kahn
- Keith Knight
- Milo Manara
- Andy Manzi
- Larry Marder
- Tom Palmer
- Drew Struzan
- James Sturm
- Carol Tyler
- Anna-Marie Villegas
- Al Wiesner

### 2011
- Anina Bennett
- Jordi Bernet
- Joyce Brabner
- Chester Brown
- Seymour Chwast
- Alan Davis
- Dick DeBartolo
- Dawn Devine
- Tony DeZuniga
- Eric Drooker
- Joyce Farmer
- Tsuneo Gōda
- Paul Guinan
- John Higgins
- Jamal Igle
- Peter Kuper
- Richard A. Lupoff
- Pat Lupoff
- Steve Sansweet
- Bill Schelly
- Steven Spielberg (cineasta/diretor)
- Frank Stack
- Jeff Walker (membro da organização da Comic-Con)

### 2012
- Charlie Adlard[5]
- Bill Amend
- Alison Bechdel
- Tim Bradstreet
- Mike Carey (escritor)
- Peter Coogan
- Geof Darrow
- Randy Duncan
- Ben Edlund
- Gary Gianni
- Larry Hama
- Peter F. Hamilton (escritor)
- Mario Hernandez
- Klaus Janson
- Joe Jusko
- Robert Kirkman
- Erik Larsen
- Rob Liefeld
- Andy Mangels
- Rudy Nebres
- Whilce Portacio
- James Robinson
- Lou Scheimer
- Arnold Schwarzenegger (ator)
- Jim Silke
- Marc Silvestri
- Michael E. Uslan
- Trevor Von Eeden
- Mark Waid
- Thomas Yeates

### 2013
- Jon Bogdanove
- Alan Campbell
- Gerry Conway
- Denys Cowan
- Michael Davis
- Gene Deitch
- José Delbo
- Derek T. Dingle
- Paul Dini
- Ellen Forney
- Gary Frank
- Tony Isabella
- Dan Jurgens
- Sam Kieth
- Jack Larson
- Elliot S! Maggin
- Leonard Maltin (crítico de cinema)
- Jeff Mariotte
- Val Mayerik
- Dean Mullaney
- Martin Pasko
- Fred Perry
- Ruth Sanderson
- Romeo Tanghal
- Bruce Timm

### 2014
- Ray Billingsley
- June Brigman
- Mark Brooks
- Amanda Conner
- Brian Crane
- Chuck Dixon
- Jane Espenson
- Bill Finger
- Drew Friedman
- Michael T. Gilbert
- Brian Haberlin
- Willie Ito
- Kelley Jones
- Katherine Morrison
- Julie Newmar (atriz)
- Graham Nolan
- Michelle Nolan
- Jimmy Palmiotti
- Benoît Peeters
- John Picacio
- Mimi Pond
- Joe Quesada
- Sam Raimi (diretor de cinema)
- Don Rosa
- Brian Stelfreeze
- Burt Ward (ator)

### 2015
- Jerry Beck
- Greg Capullo
- Mike Catron
- Carlos Ezquerra
- Andrew Farago
- Dave Garcia
- Tom Grummett
- Jackson Guice
- Chip Kidd
- Steve Lieber
- Laura Martin
- Dave McCaig
- Bill Mumy (ator)
- Kevin Nowlan
- Joe Philips
- Hilary B. Price
- Humberto Ramos
- Jimmie Robinson
- Luis Royo
- Jen Sorensen
- Richard Starkings
- Kazuki Takahashi
- Jill Thompson
- Jhonen Vasquez
- Craig Yoe

### 2016
- Jason Aaron
- Derf Backderf
- Michael Barrier (ator)
- Luc Besson (diretor de cinema)
- Peggy Burns
- Peter David
- Jim Davis
- Tom Devlin
- Ben Dunn
- Matt Fraction
- William Gibson (novelista)
- Kieron Gillen
- Mike Judge (animador)
- Hidenori Kusaka
- Ed McGuinness
- Jamie McKelvie
- Tsutomu Nihei
- Christopher Priest
- Phil Roman (animador)
- Alex Sinclair
- John Trimble
- Satoshi Yamamoto

### 2017
- Andrew Aydin
- Jon Bogdanove
- Alan Burnett
- Kevin Feige
- Robin Hobb
- John Lewis
- Jeph Loeb
- Jonathan Maberry
- Glenn McCoy
- Keith Pollard
- Nate Powell
- Brian Selznick
- R. Sikoryak
- Alex Simmons
- Gail Simone
- R. L. Stine
- Ron Wilson